# 余市駅
余市駅（よいちえき）は、北海道余市郡余市町黒川町5丁目にある北海道旅客鉄道（JR北海道）函館本線の駅である。駅番号はS18。電報略号はイチ。事務管理コードは▲130112。余市町唯一の駅であり、かつては特急「北海」、急行「ニセコ」・「らいでん」などの停車駅であった。函館本線のいわゆる「山線」区間の中では小樽駅に次いで乗降客数が多く、小樽駅から当駅折り返しの列車も設定されている。

## 歴史

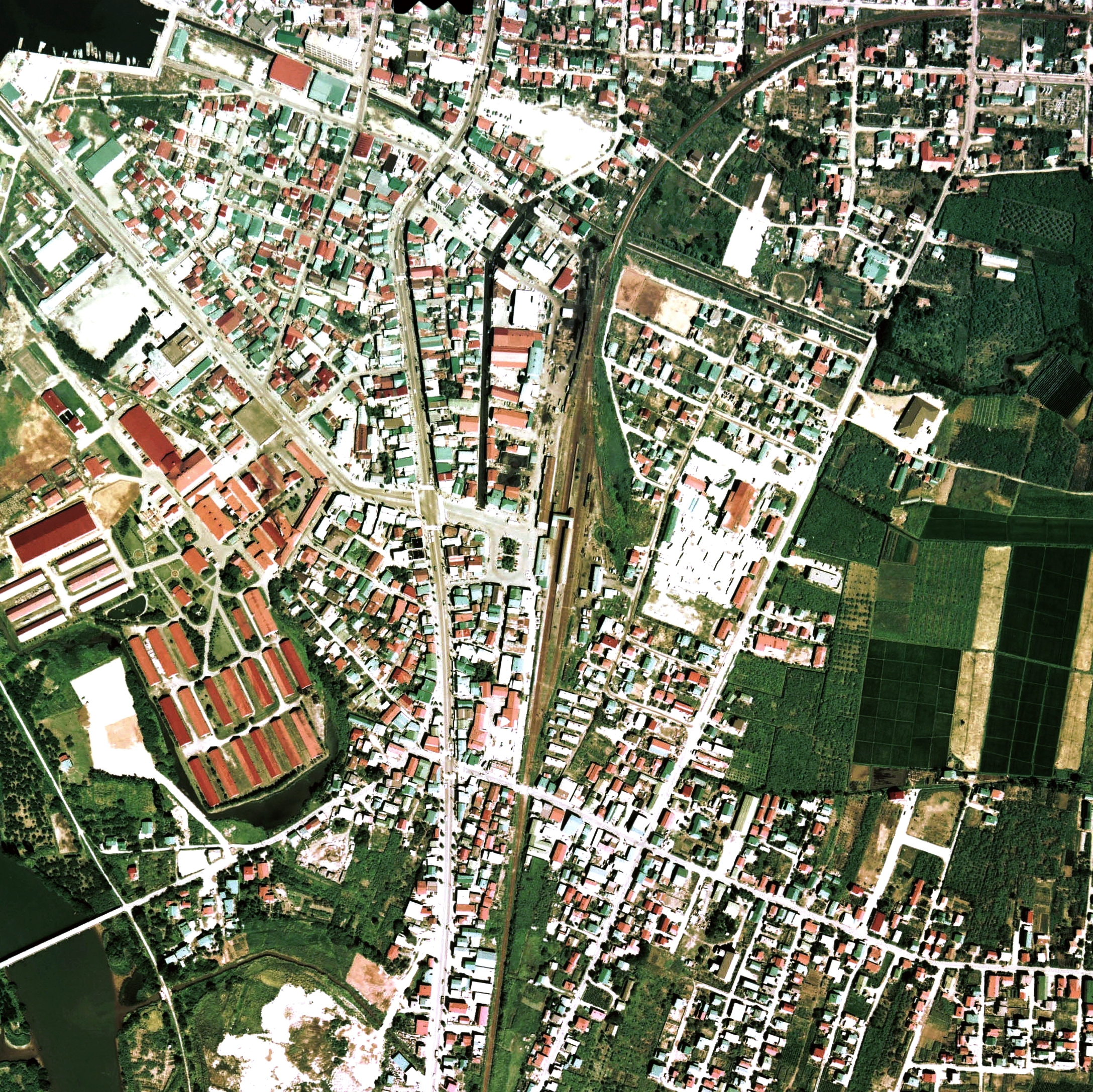
1976年の余市駅と周囲約1km範囲。下が倶知安方面。駅舎横小樽側の貨物ホームには、海産物の出荷が盛んであったかつての名残りに長い上屋を有し、その引込み線から北へスイッチして石炭荷卸線が緩いカーブを描いて伸びている。駅裏に機待線と転車台が残されている。

- 1902年（明治35年）12月10日：北海道鉄道然別駅 - 蘭島駅間の開通に伴い開業[4]。一般駅[5]。
- 1907年（明治40年）7月1日：北海道鉄道の国有化に伴い、国有鉄道に移管[5]。
- 1909年（明治42年）10月12日：国有鉄道線路名称制定に伴い、函館本線の駅となる。
- 1933年（昭和08年）5月10日：余市臨港軌道の当駅 - 浜余市駅間開通[6]。
- 1940年（昭和15年）7月25日：余市臨港軌道線廃止。
- 1949年（昭和24年）6月1日：日本国有鉄道法施行に伴い、日本国有鉄道（国鉄）に継承。
- 1953年（昭和28年）5月3日：駅舎全焼[7]。
- 1954年（昭和29年）
  - 3月24日：駅舎再建[7]。
  - 8月21日：昭和天皇、香淳皇后のお召し列車が狩太駅発 - 余市駅着で運転[8]。
- 1981年（昭和56年）10月1日：同日のダイヤ改正で特急「北海」停車駅となる[9]。
- 1984年（昭和59年）2月1日：貨物取扱い廃止[5]。
- 1985年（昭和60年）3月14日：荷物取扱い廃止[5]。
- 1986年（昭和61年）11月1日：特急「北海」・急行「ニセコ」廃止に伴い、定期優等列車の停車がなくなる[注 1]。
- 1987年（昭和62年）4月1日：国鉄分割民営化に伴い、北海道旅客鉄道（JR北海道）の駅となる[5]。
- 1996年（平成08年）3月19日：観光物産センター「エルラプラザ」との複合駅舎完成[7][10][11]。
- 2007年（平成19年）10月1日：駅ナンバリングを実施[12]。

## 駅構造
単式・島式ホーム混合の2面3線を持つ地上駅。ホーム間の移動は跨線橋で行ない、単式ホームに駅舎が接している。
駅舎は1996年（平成8年）に改築された鉄筋コンクリート造2階建てで、スコットランド風の外観である。「余市町観光物産センター」（エルラプラザ）を併設しており、2階には「スキー王国余市展示ホール」がある。また、北海道中央バス余市案内所がある。
直営駅で早朝・深夜を除き駅員が配置されている。自動券売機・みどりの窓口設置。
函館本線の当駅－銀山駅間を管理下においている。

### のりば
| 番線 | 路線      | 方向 | 行先             | 備考         |
| ---- | --------- | ---- | ---------------- | ------------ |
| 1    | ■函館本線 | 下り | 小樽・札幌方面   |              |
| 2    | ■函館本線 | 上り | 然別・倶知安方面 |              |
| 3    | ■函館本線 | 上り | 然別・倶知安方面 | 夜の1本のみ  |
| 3    | ■函館本線 | 下り | 小樽・札幌方面   | 当駅折り返し |

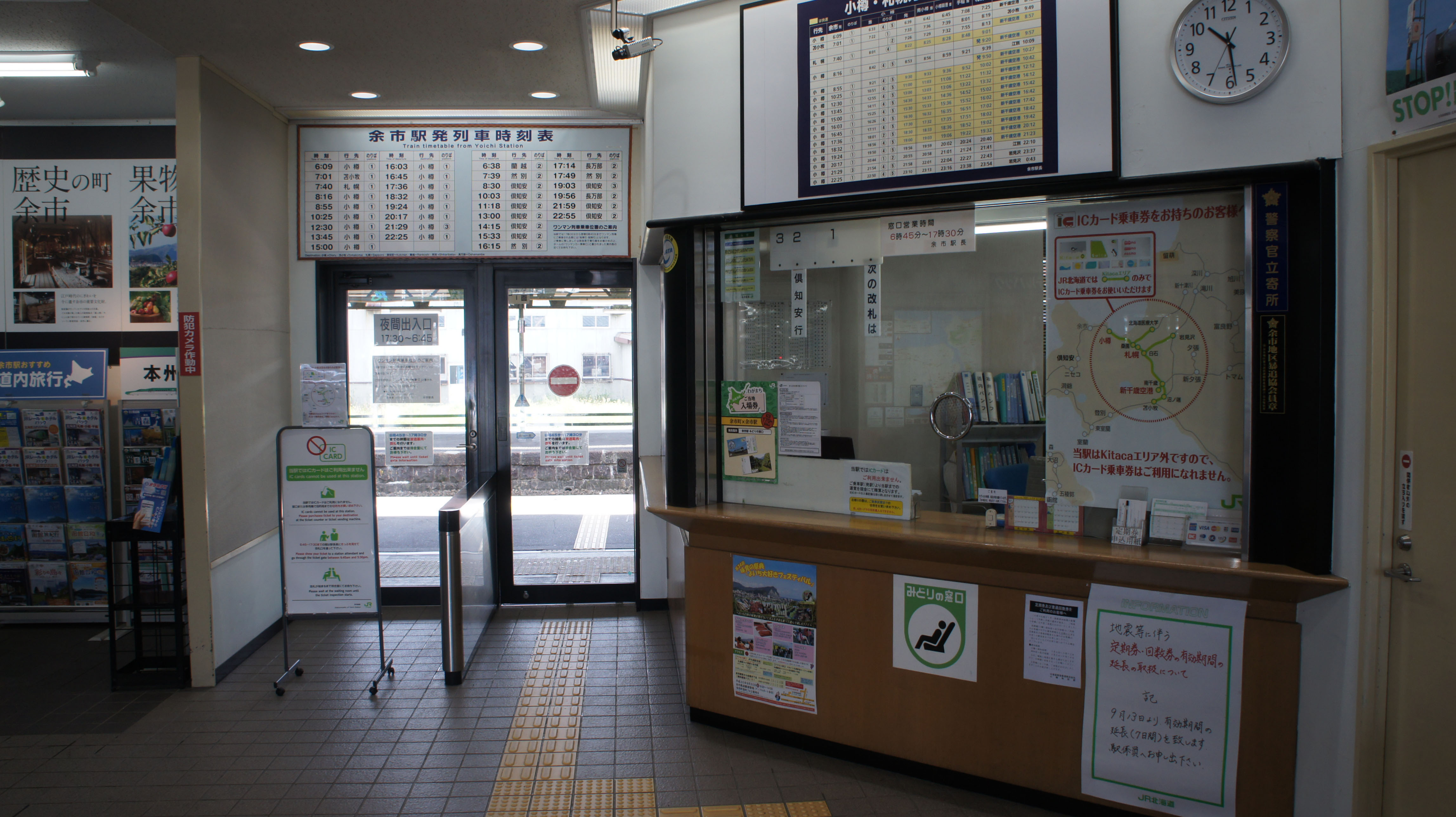
改札口（2018年9月）
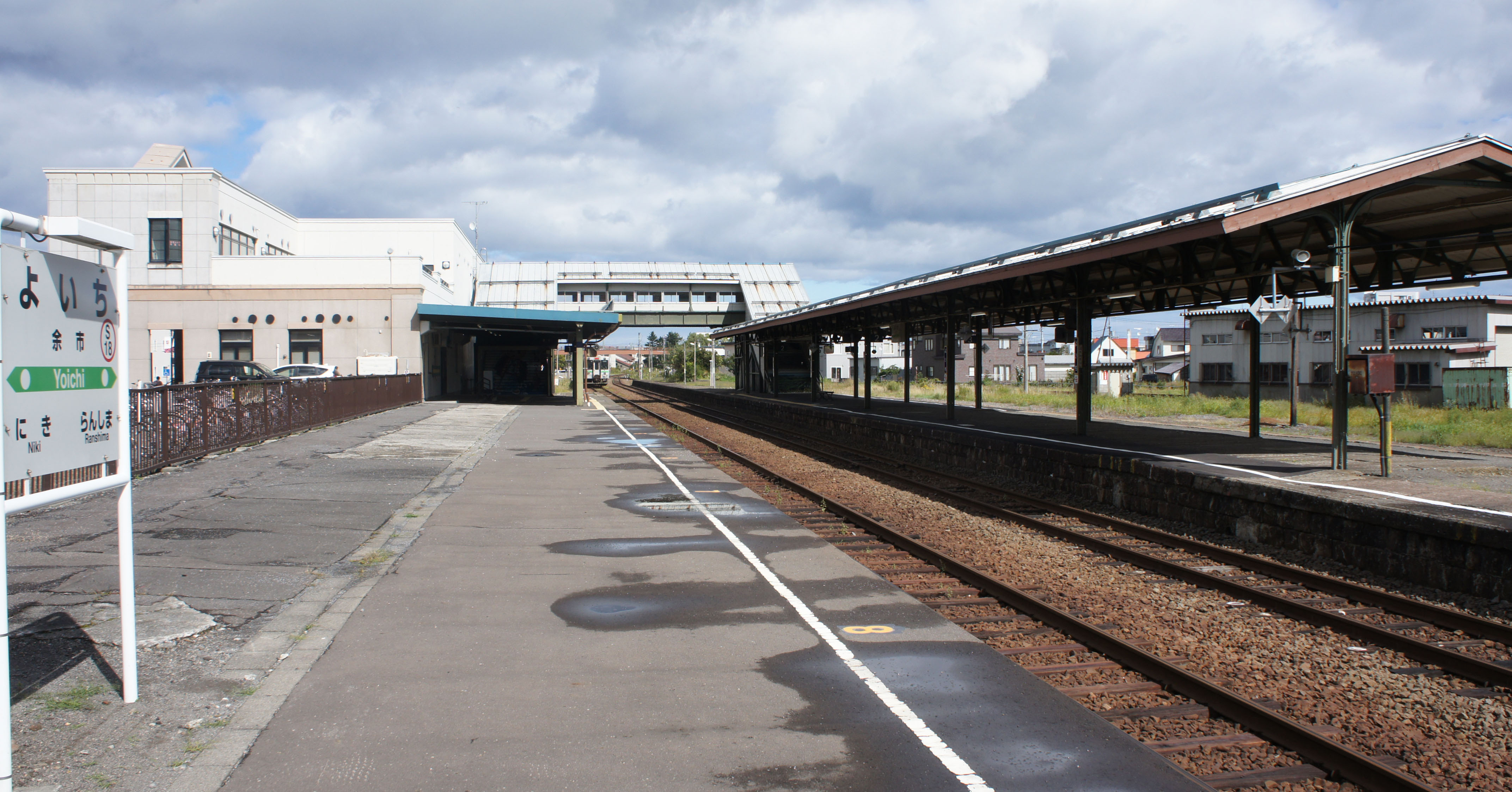
ホーム（2018年9月）
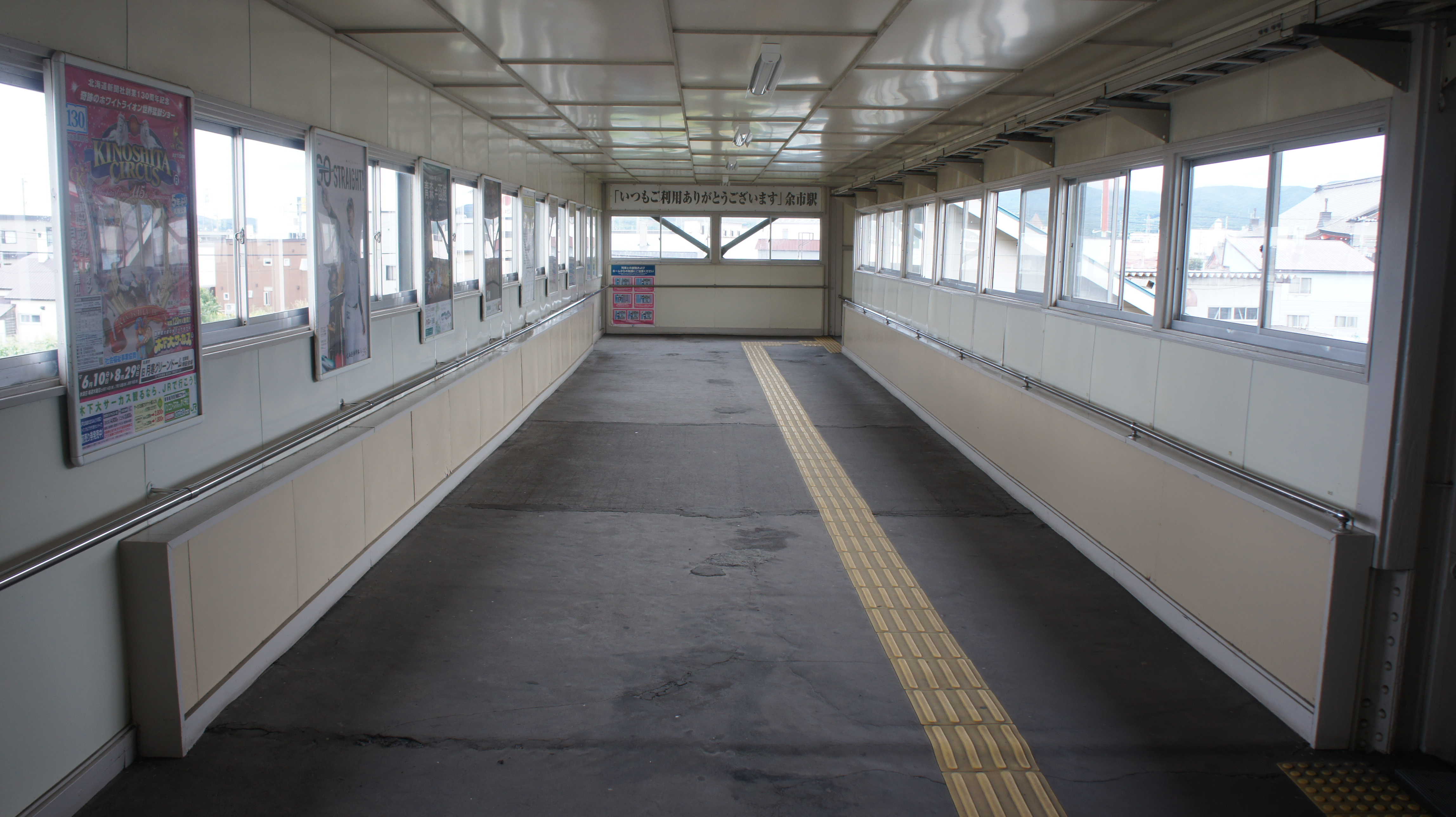
跨線橋（2017年8月）

## 利用状況
乗車人員の推移は以下の通り。年間の値のみ判明している年度は日数割で算出した参考値を括弧書きで示す。出典が「乗降人員」となっているものについては1/2とした値を括弧書きで乗車人員の欄に示し、備考欄で元の値を示す。
また、「JR調査」については、当該の年度を最終年とする過去5年間の各調査日における平均である。
| 年度               | 乗車人員（人） | 乗車人員（人） | 乗車人員（人） | 出典   | 備考 |
| 年度               | 年間           | 1日平均        | JR調査         | 出典   | 備考 |
| ------------------ | -------------- | -------------- | -------------- | ------ | ---- |
| 1978年（昭和53年） |                | 1,260.0        |                | [ 15 ] |      |
| 2017年（平成29年） |                |                | 589.8          | [ 16 ] |      |
| 2018年（平成30年） |                |                | 586.6          | [ 17 ] |      |

## 駅周辺
駅前は北海道道228号豊丘余市停車場線になっており、余市蒸溜所入口交差点で国道5号・国道229号（リタロード）に接続している。北海道社会事業協会余市病院、北星学園余市高等学校まで車で約10分のアクセスになっている。
- 余市町役場
- ニッカウヰスキー北海道工場余市蒸溜所
- 余市警察署駅前交番
- 余市観光協会
- 北洋銀行余市支店
- 余市町農業協同組合（JAよいち）
- 北海道信用金庫余市支店
- 北後志消防組合消防本部・余市消防署
- 道の駅スペース・アップルよいち
  - 余市宇宙記念館

## バス路線
北海道中央バスの札幌駅発着の高速便（一部除く）とニセコバス各便は、駅から少し離れた「余市駅前十字街」に発着する。それ以外は駅前に発着する。
北海道中央バス（余市営業所）
- 小樽駅前・札幌駅前方面
- 古平・美国（積丹町）方面
- 仁木・共和・岩内ターミナル方面
- 仁木・倶知安・ニセコいこいの湯宿いろは方面
- 余市協会病院方面、余市梅川車庫方面

ニセコバス
- 小樽駅前方面
- 仁木・倶知安駅・ニセコ駅方面

仁木町
- 予約制バス「ニキバス」（仁木・尾根内方面）

赤井川村
- 「むらバス」（赤井川・落合・常磐方面）

## 隣の駅
北海道旅客鉄道（JR北海道）
■函館本線

仁木駅 (S19) - 余市駅 (S18) - 蘭島駅 (S17)

### かつて存在した路線
余市臨港軌道
余市臨港軌道線
余市駅 - 黒川町駅